# Martina Navrátilová
Martina Navrátilová (Řevnice kraj Praga, 18. listopada 1956.) je bivša igračica broj 1 koja je nastupala za Čehoslovačku i SAD.
U svojoj karijeri osvojila je 18 pojedinačnih Grand Slam naslova i još 41 Grand Slam naslov u parovima. Turnir u Wimbledonu osvojila je čak 9 puta.
Rodila se kao Martina Šubertová, ali udajom njene mame za Miroslava Navrátila dobila je prezime Navrátilová.

## Osvojeni naslovi

### Pojedinačno (167)
- 1974. - Orlando
- 1975. - Washington, Boston, Denver, Charlotte
- 1976. - Houston, Sydney
- 1977. - Washington, Houston, Minnesota, Detroit, Edinburgh, Charlotte
- 1978. - Wimbledon, Virginia, Washington, Houston, Los Angeles, Chicago, Seattle, Detroit, Kansas City, Eastbourne, Phoenix
- 1979. - Wimbledon, Avon Championships, Oakland, Houston, Dallas, Chicago, Richmond, Atlanta, Phoenix, Brighton
- 1980. - Colgate Series Championships, Kansas City, Chicago, Los Angeles, Oakland, Dallas, Amelia Island, Orlando, Montreal, Richmond, Tokyo
- 1981. - Australian Open, Avon Championships, Los Angeles, Cincinnati, Dallas, Chicago, Orlando, U.S. Indoors, Tampa, Tokyo [Lions Cup]
- 1982. - Roland Garros, Wimbledon, Toyota Championships, Eastbourne, Canadian Open, Filderstadt, Washington, Seattle, Chicago, Kansas City, Dallas, Sydney, Hilton Head, Orlando, Brighton
- 1983. - Australian Open, Wimbledon, US Open, Virginia Slims Championships, Eastbourne, Canadian Open, Tampa, Filderstadt, Tokyo [Lions Cup], Hilton Head, Washington, D.C., Houston, Chicago, Dallas, Orlando, Los Angeles
- 1984. - Roland Garros, Wimbledon, US Open, Virginia Slims Championships, Amelia Island, Eastbourne, U.S. Indoors, Sydney, Orlando, Newport, Mahwah, Fort Lauderdale, New Orleans
- 1985. - Australian Open, Wimbledon, Virginia Slims Championships, Miami, Eastbourne, Sydney, Washington, Houston, Dallas, Orlando, Fort Lauderdale, Brisbane
- 1986. - Wimbledon, US Open, Virginia Slims Championships, Virginia Slims Championships, Eastbourne, Washington, Filderstadt, U.S. Indoors, Chicago, Dallas, Los Angeles, New Orleans, New England, New England
- 1987. - Wimbledon, US Open, Filderstadt, Chicago
- 1988. - Dallas, Oakland, Washington, New England, Chicago, Hilton Head, Amelia Island, Eastbourne, Filderstadt
- 1989. - Los Angeles, Dallas, New England, Sydney, Tokio [Pan Pacific], Birmingham, Eastbourne, Canadian Open
- 1990. - Wimbledon, Chicago, Washington, Indian Wells, Hilton Head, Eastbourne
- 1991. - Chicago, Palm Springs, Birmingham, Eastbourne, Oakland
- 1992. - Chicago, U.S. Hardcourts, Los Angeles, Filderstadt
- 1993. - Tokio [Pan Pacific], Paris Indoors, Eastbourne, Los Angeles, Oakland
- 1994. - Paris Indoors

## Grand Slam titule

### Pojedinačno (18)
| Godina | Grand Slam          | Suparnica u finalu    | Rezultat      |
| 1978.  | Wimbledon           | Chris Evert           | 2:6, 6:4, 7:5 |
| 1979.  | Wimbledon (2)       | Chris Evert           | 6:4, 6:4      |
| 1981.  | Australian Open     | Chris Evert           | 6:7, 6:4, 7:5 |
| 1982.  | Roland Garros       | Andrea Jaeger         | 7:6, 6:1      |
| 1982.  | Wimbledon (3)       | Chris Evert           | 6:1, 3:6, 6:2 |
| 1983.  | Wimbledon (4)       | Andrea Jaeger         | 6:0, 6:3      |
| 1983.  | US Open             | Chris Evert           | 6:1, 6:3      |
| 1983.  | Australian Open (2) | Kathy Jordan          | 6:2, 7:6      |
| 1984.  | French Open (2)     | Chris Evert           | 6:3, 6:1      |
| 1984.  | Wimbledon (5)       | Chris Evert           | 7:6, 6:2      |
| 1984.  | US Open (2)         | Chris Evert           | 4:6, 6:4, 6:4 |
| 1985.  | Wimbledon (6)       | Chris Evert           | 4:6, 6:3, 6:2 |
| 1985.  | Australian Open (3) | Chris Evert           | 6:2, 4:6, 6:2 |
| 1986.  | Wimbledon (7)       | Hana Mandlikova       | 7:6, 6:3      |
| 1986.  | US Open (3)         | Helena Sukova         | 6:3, 6:2      |
| 1987.  | Wimbledon (8)       | Steffi Graf           | 7:5, 6:3      |
| 1987.  | US Open (4)         | Steffi Graf           | 7:6, 6:1      |
| 1990.  | Wimbledon (9)       | Zina Garrison-Jackson | 6:4, 6:1      |